# صباح (ماليزيا)
صباح (بالملايوية: Sabah)‏، هي مدينة تقع على الجزء الشمالي من جزيرة بورنيو. والمدينة لديها حدود برية مع ولاية سراوق الماليزية إلى الجنوب الغربي، ومنطقة كاليمانتان في إندونيسيا إلى الجنوب. إقليم لابوان الاتحادي هو جزيرة قبالة ساحل صباح. ويشارك صباح الحدود البحرية مع فيتنام في الغرب والفلبين من الشمال والشرق. كوتا كينابالو هي العاصمة، المركز الاقتصادي للدولة ومقر حكومة ولاية صباح. مدن رئيسية أخرى في صباح تشمل سانداكان وتاواو. اعتبارا من تعداد عام 2015 في ماليزيا، يبلغ عدد سكان الولاية 3543500 نسمة. تتمتع صباح بمناخ استوائي مع الغابات الاستوائية المطيرة والأنواع الحيوانية والنباتية الوفيرة. الدولة لديها سلاسل جبلية طويلة على الجانب الغربي والتي تشكل جزءا من الحديقة الوطنية كروكر المدى. نهر كيناباتانغان، ثاني أطول نهر في ماليزيا يمر عبر صباح وجبل كينابالو هو أعلى نقطة في صباح وكذلك ماليزيا.
يمكن العثور على أقرب مستوطنة بشرية في صباح إلى ما بين 20,000-30,000 سنة مضت على امتداد منطقة خليج دارفيل في كهوف ماداي - باتورونغ. كانت للدولة علاقة تجارية مع الصين منذ القرن الرابع عشر الميلادي. كانت صباح تحت تأثير الإمبراطورية البرونزية في القرن الرابع عشر - الخامس عشر، في حين أن الجزء الشرقي من الأراضي كان تحت تأثير سلطان سولو بين القرنين السابع عشر والثامن عشر. وبعد ذلك حصلت الشركة على شركة بورنيو الشمالية تشارترد البريطانية في القرن التاسع عشر. خلال الحرب العالمية الثانية، واحتل صباح من قبل اليابانيين لمدة ثلاث سنوات. أصبحت مستعمرة التاج البريطاني في عام 1946. في 31 أغسطس 1963، تم منح صباح الحكم الذاتي من قبل البريطانيين. وبعد ذلك، أصبحت صباح أحد الأعضاء المؤسسين لاتحاد ماليزيا (الذي أنشئ في 16 سبتمبر 1963) جنبا إلى جنب مع سراوق، سنغافورة (طردت في عام 1965)، واتحاد ماليزيا (شبه الجزيرة ماليزيا أو غرب ماليزيا). وقد عارض الاتحاد الإندونيسي المجاور، الذي أدى إلى المواجهة بين إندونيسيا وماليزيا على مدى ثلاث سنوات، إلى جانب التهديدات بالضم الفلبين، وهي تهديدات لا تزال مستمرة حتى يومنا هذا .
ويعرض صباح تنوعا ملحوظا في الإثنية والثقافة واللغة. رئيس الدولة هو الحاكم، المعروف أيضا باسم يانغ دي بيرتوا نيجري، في حين أن رئيس الحكومة هو رئيس الوزراء. إن النظام الحكومي مصمم بشكل وثيق على النظام البرلماني في وستمنستر ولديه واحد من أقدم نظام تشريعي للولاية في ماليزيا. وينقسم الصباح إلى أقسام إدارية ومناطق. لغة الملايو هي اللغة الرسمية للدولة؛ والإسلام هو دين الدولة. ولكن يمكن ممارسة الأديان الأخرى في سلام ووئام في أي جزء من الدولة. ومن المعروف صباح لآله الموسيقية التقليدية، سومبوتون. مهرجان صباح الدولي للفلكلور هو الحدث الشعبي الرئيسي في ماليزيا، والمهرجانات الأخرى بما في ذلك مهرجان بورنيو الطيور، مهرجان بورنيو بوج، مهرجان بورنيو الايكولوجية السينمائي، كوتا كينابالو مهرجان الغذاء، مهرجان كوتا كينابالو الجاز، صباح مهرجان قوارب التنين، صباح مهرجان وصباح الغروب احتفال موسيقي. صباح هي الدولة الوحيدة في ماليزيا للاحتفال بمهرجان كاماتان.
ولدى صباح موارد طبيعية وفيرة، واقتصادها موجه نحو التصدير بقوة. وتشمل صادراته الأولية النفط والغاز والأخشاب وزيت النخيل. والصناعات الرئيسية الأخرى هي الزراعة والسياحة البيئ.
صباح (بالبهاسا: "Sabah") هو أحد إقليمين ماليزيين على جزيرة بورنيو.

## ادعاءات الفلبين
الفلبين تطالب بكامل إقليم صباح كجزء من أراضيها، بناء على تنازل من سلطنة بروناي عن أراضيها الشمالية الشرقية لسلطنة سولك عام 1703 مقابل الدعم العسكري الذي قدمته سولو لبروناي. كان سابقاً يسمى سارواك الشمالية.

## معرض صور

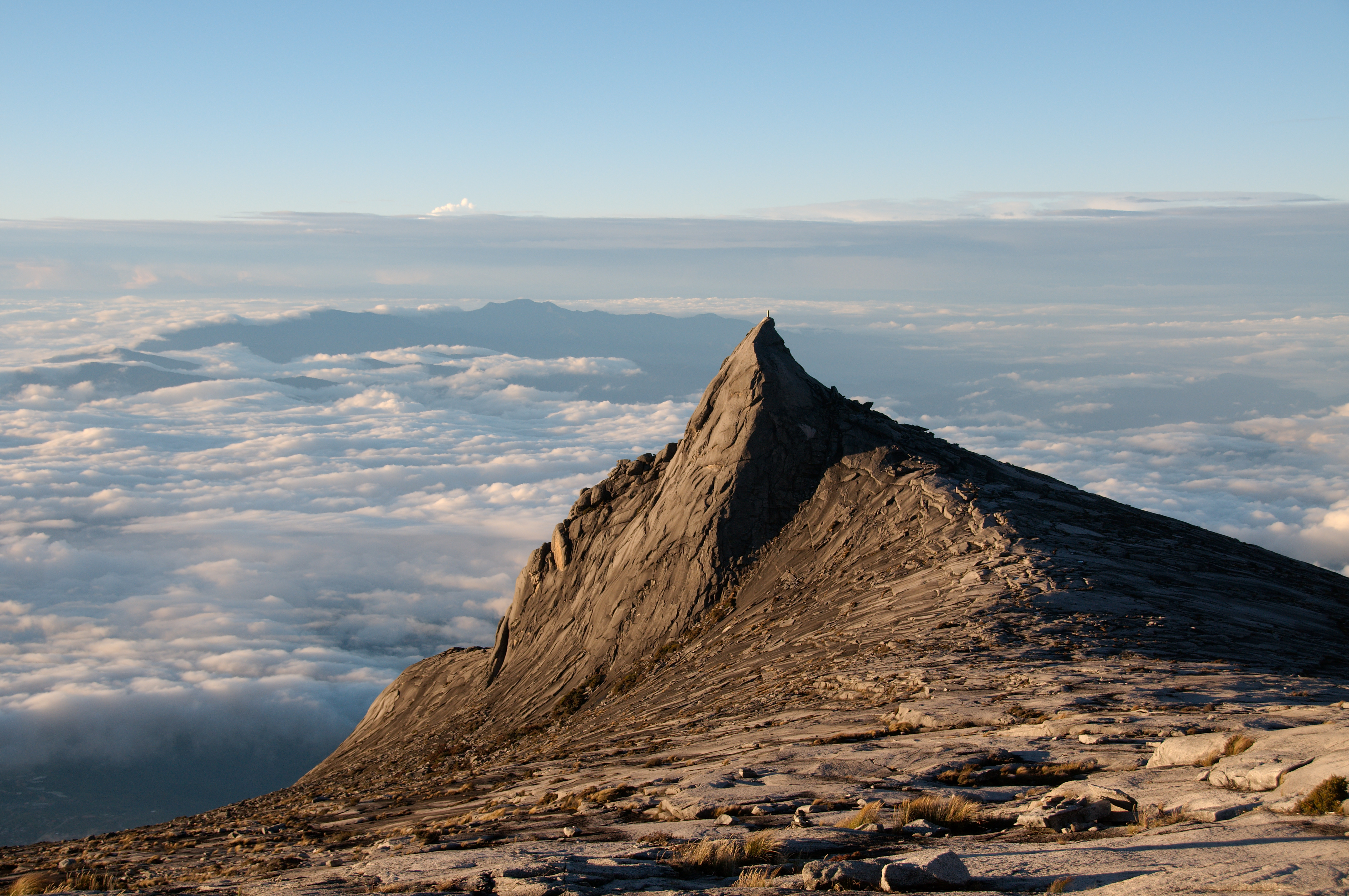
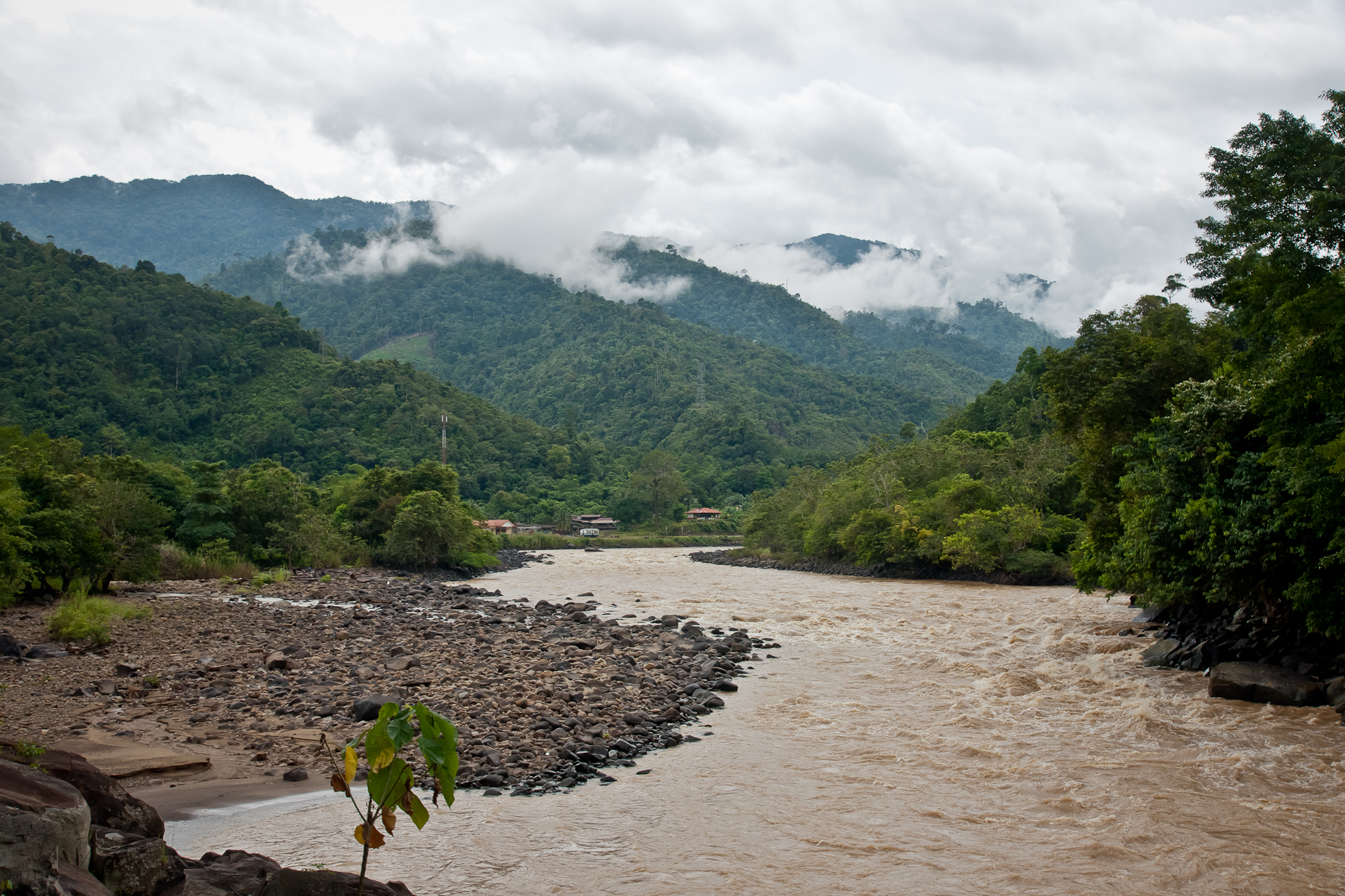
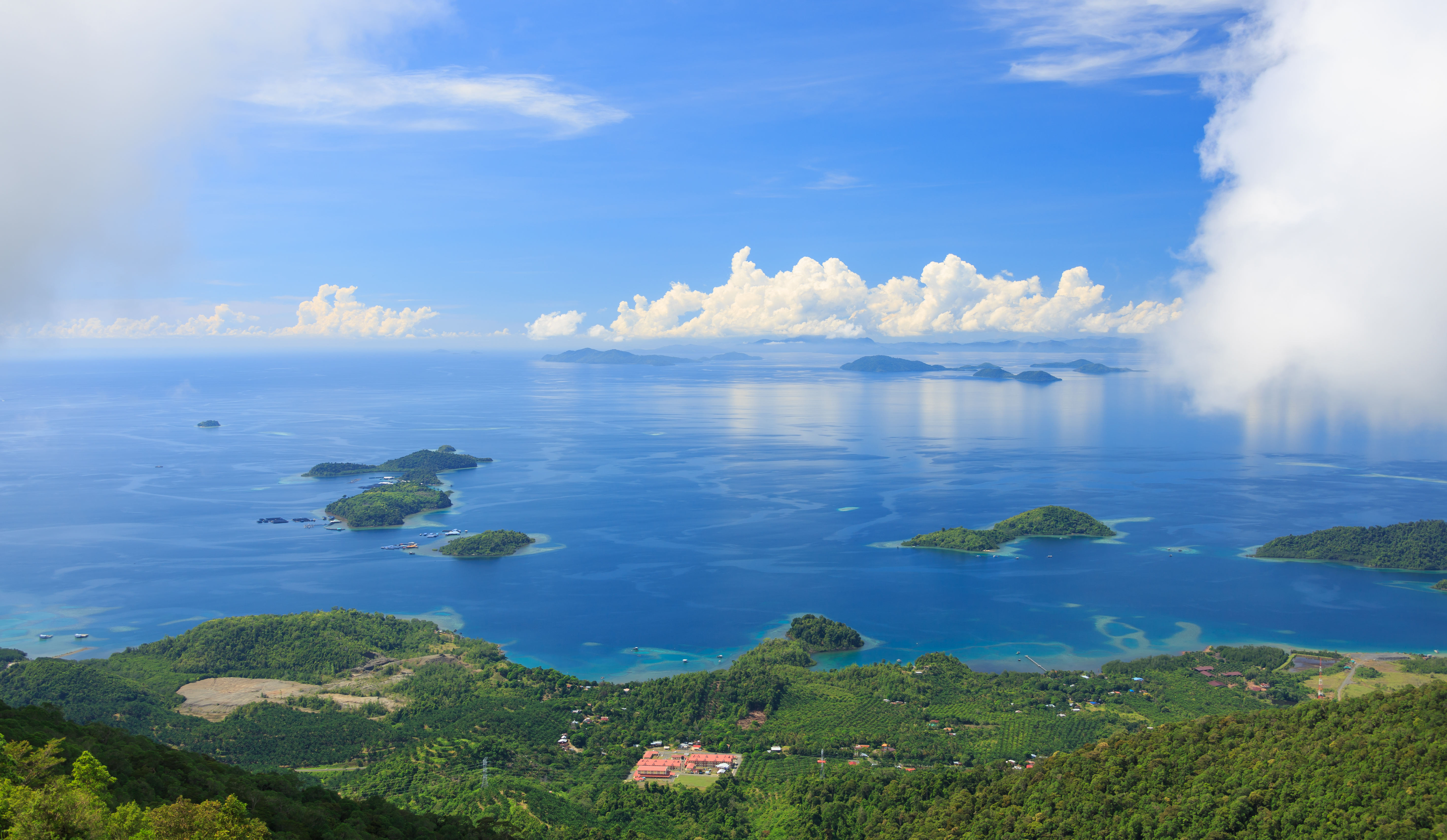
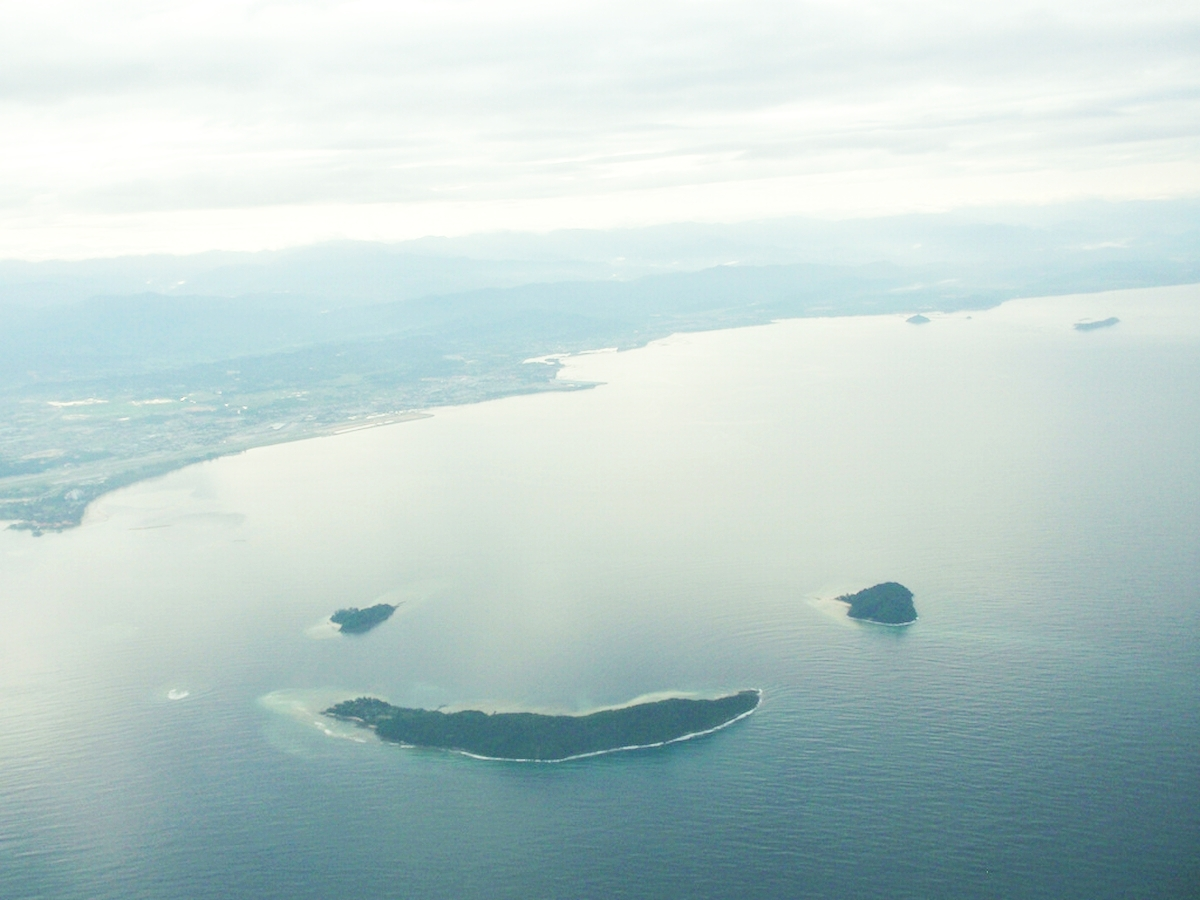